# 寿安公主 (后周)
寿安公主（?—?），是中国五代十国后周太祖郭威第四女。
郭威年轻时，与张永德的父亲张颖有交情，把四女儿嫁给了张永德。郭威为枢密使，表张永德授供奉官押班。广顺元年（951年）四月郭威封四女儿为寿安公主。显德元年（954年），周世宗封寿安公主为晋国长公主。周恭帝即位，进封晋国大长公主。张永德在周世宗末年担任殿前都点检。到宋真宗咸平三年（1000年）去世。